# ネクスコ・メンテナンス関東
株式会社ネクスコ・メンテナンス関東（ネクスコ・メンテナンスかんとう）は、高速道路株式会社法により設立された特殊会社（NEXCO3社のうちの一つ）である東日本高速道路株式会社の維持修繕業務を専門として行う目的で設立された。
担当エリアは、関東地方1都6県及び長野県北部を主として、約1,400kmの高速道路を管理している。
NEXCO東日本グループで会社規模、社会的使命共に1番の役割を担っている。